# Савольди, Джузеппе
Джузеппе Савольди (итал. Giuseppe Savoldi; родился 21 января 1947 года в Горлаго, Бергамо) — итальянский футболист. Играл на позиции нападающего за «Аталанту», «Болонью» и «Наполи», а также за сборную Италии.

## Биография
Савольди дебютировал в Серии А в 1965 году в составе «Аталанты». С 1968 по 1975 год он играл за «Болонью», всего провёл 201 матч, забив 85 голов. В 1975 году был подписан «Наполи» за рекордную цену — два миллиарда лир (£ 1,2 млн).
После «Наполи» он снова вернулся в «Болонью». В 1980 году Савольди был вовлечён в скандал и в итоге был дисквалифицирован на 3,5 года. Отбыв два года дисквалификации, вернулся в футбол в сезоне 1982/83, который стал последним в его карьере, он провёл его с «Аталантой».
За свою карьеру в Серии А он сыграл 405 матчей и забил 168 голов. Несмотря на эти впечатляющие достижения, в сборной его дела шли не столь безупречно: всего четыре игры и один гол.
Савольди проработал три года как тренер. Начал свою карьеру в 1988 году с «Тельгате», который покинул в следующем сезоне, за год до расформирования клуба. Позже до 1991 года тренировал «Каррарезе».
Его младший брат Джанлуиджи Савольди и сын Джанлука Савольди также были профессиональными футболистами.